# 39-та окрема бригада берегової оборони (Україна)
39-та окрема бригада берегової оборони (39 ОБрБО, в/ч А7382) — з'єднання морської піхоти Збройних сил України. Перебуває у складі 30-го корпусу морської піхоти. У 2022 році після повномасштабного російського вторгнення була створена як 126-та окрема бригада територіальної оборони. У 2024-му передана до морської піхоти; 2025 року перейменована на бригаду берегової оборони.

## Історія
5 березня 2022 року на нараді з представниками правоохоронних органів та силових структур голова Одеської обласної військової адміністрації Максим Марченко оголосив своє рішення щодо створення додаткової бригади територіальної оборони в Одеській області. 8 березня було призначено керівний склад і почалося формування бригади. В бригаді щодня, без вихідних, відбувалися тренування, щоб в найкоротший термін з добровольців сформувати боєздатний підрозділ.
Станом на 10 травня 2022 року командуванням 126-ї окремої бригади територіальної оборони була організована підготовка понад 2000 осіб добровольчих формувань територіальних громад Одещини.
11 травня 2022 року під час проведення фортифікаційних робіт військовослужбовці бригади знайшли стародавні амфори, датовані приблизно 4-5 сторіччям до н. е. Рішенням командира бригади старовинні артефакти передали співробітникам Одеського археологічного музею НАН України.
У жовтні 2022 року бригада працювала разом зі спецпідрозділом «Цунамі» в с. Давидів Брід.
У травні 2024 року воїни 220-го батальйону бригади доставили побратимам у с. Кринки паски за допомогою FPV-дронів. Бригада на той час перебувала у складі 30 КМП командування Морської піхоти України.
В липні 2024 року 223-й батальйон під час битви за Часів Яр перебував 70 діб на позиціях в оточенні. Боєкомплект, воду і їжу постачали дрони.
3 вересня 2024 року бригада отримала безпілотний авіаційний розвідувальний комплекс «Mini Shark» і 200 ударних дронів Darts.
30 вересня 2024 року бригада отримала відзнаку «За мужність та відвагу».
8 лютого 2025 року бійці бригади знищили човен з росіянами, які намагалися форсувати річку Дніпро в Херсонській області.
5 березня 2025 року бригада перетворена на 39-ту окрему бригаду берегової оборони.

## Структура

### 2022
- 220-й окремий батальйон[22]
- 222-й окремий батальйон[23]
- 223-й окремий батальйон[24]

## Командування

### Командири
- на грудень 2022: полковник Куз Сергій Миколайович[25]
- ??? — серпень 2024: полковник Мухін Вадим Анатолійович[26][27]
- з серпня 2024: полковник Тоненчук Олександр Сергійович[28][26]

### Заступники
- 2022: полковник Якобчук Лариса («Чайка») — перша жінка на такій посаді у ЗСУ[29][30][31][32]

## Втрати

### 2022
- 6 жовтня 2022 — Грицюк Микола Миколайович («Доцент»), головний сержант. 22 травня 1971, с. Журавлівка Тульчинського району Вінницької області. Помер на службі.[33]
- 16 грудня 2022 — Рудой Костянтин («Аділь»). Загинув в Херсонській області.[34]
- 16 грудня 2022 — Андронов Олексій («Японець»). Загинув в Херсонській області.[34]

### 2023
- 17 березня 2023 — Балмагія Ігор Сергійович.
- 27 квітня 2023 — Гіжица Олександр Володимирович («Гіві»), солдат, водій стрілецького відділення. 09.04.1990. Загинув поблизу населеного пункту Отрадокам'янка Херсонської області.[35]
- 8 серпня 2023 — Задорожний Олексій («Алік»). 22 роки, с. Полянецьке Одеської області. Загинув в Козачих Лагерях.[36][37]
- 8 серпня 2023 — Порожній Дмитро («Фікус»), молодший сержант, командир відділення, 224-й батальйон. 26 років. Загинув поблизу села Козачі Лагері на Херсонщині.[38]
- 8 серпня 2023 — Кухоцький Денис Іванович («Ісус»). 21 рік, с. Городець, Рівненська область. Загинув від мінометного обстрілу поблизу села Козачі Лагері на Херсонщині.[39][40]
- 10 серпня 2023 — Кучеренко Денис Денисович («Кім»), с. Степанівка Одеської області. Загинув поблизу села Понятівка на Херсонщині.[41]
- 11 серпня 2023 — Шаєвський Сергій Валерійович («Танкіст»), молодший сержант. 9 травня 1980, с. Балкове Роздільнянського району Одеської області. Загинув поблизу населеного пункту Козачі Лагері Херсонської області.[42]
- 13 серпня 2023 - Тарасюк Гнат Ігорович («Табакі»), солдат. Загинув поблизу села Козачі Лагері на лівому березі Херсонщини [43]
- 29 серпня 2023 — Кучеренко Микола Сергійович («Холод») 4 вересня 1996, с. Гірське Одеської області. Загинув поблизу села Козачі Лагері на лівому березі Херсонщини.[44]
- 4 жовтня 2023 — Нестеренко Віталій Миколайович («Віто»), старший лейтенант, командир розвідувального взводу, 222-й батальйон. Загинув під час зіткнення з російською ДРГ в районі села Козачі Лагері на Херсонщині. Герой України.[45]
- 3 листопада 2023 — Троян Сергій («Троян»). 44 роки, м. Маріуполь. Загинув в бою за Кринки.[46]
- 15 листопада 2023 — Криштопов Петро Миколайович, старший солдат.
- 17 листопада 2023 — Ракул Андрій («Янтарь»). 27 років, с. Шершенці Одеської області. Загинув в бою за Кринки.[47]

### 2024
- 1 червня 2024 — Лапчевський Євген Борисович («Лапа»). Загинув у Кринках.
- 9 червня 2024 — Андронатій Руслан Леонідович («Руля»), водій-електрик. 04.03.1981. Загинув біля населеного пункту Миколаївка Бориславського району Херсонської області.[48]

## Традиції та символіка

### Почесні назви
У листопаді 2022 року бригада повідомила про намір звернутися до влади про присвоєння почесної назви «імені Чорноморського козацтва».

### Нарукавний знак бригади
Нарукавний знак бригади був розроблений ГУ РСМЗ ЗСУ. Він був затверджений 25 липня Головнокомандувачем ЗСУ генералом Валерієм Залужним. Запроваджений наказом командира військової частини А7382 від 6 серпня 2022 року №352.
Нарукавний знак має вигляд геральдичного щита червоного кольору з синьою (блакитною) звуженою зубчатою главою та оздоблений синім (блакитним) кантом. Центральним елементом нарукавного знака є стилізований срібний абданк. Срібний абданк в червоному полі вказує на розташування військової частини в Одесі, оскільки у м. Кочубей (історична назва Одеси) як герб використовувався герб володарів міста Язловецьких — абданк. Нарукавний знак виконаний в кольорах, притаманних історичній та сучасній територіальній геральдиці.

### Мотиваційний нарукавний знак бригади
Мотиваційний знак — герб першого Отамана Чорноморського козацького війська Сидора Білого.

Колишній нарукавний знак
Мотиваційна емблема

## Вшанування

### Нагороджені:
- Алексапольський Святослав Миколайович («Свят») — молодший лейтенант (посмертно), командир розвідувального взводу 220 батальйону 126 окремої бригади територіальної оборони. Герой України, (2023, посмертно).
- Нестеренко Віталій Миколайович («Віто») — старший лейтенант, командир розвідувального взводу у 222-му батальйоні. Герой України (2024, посмертно).